# Marca genérica

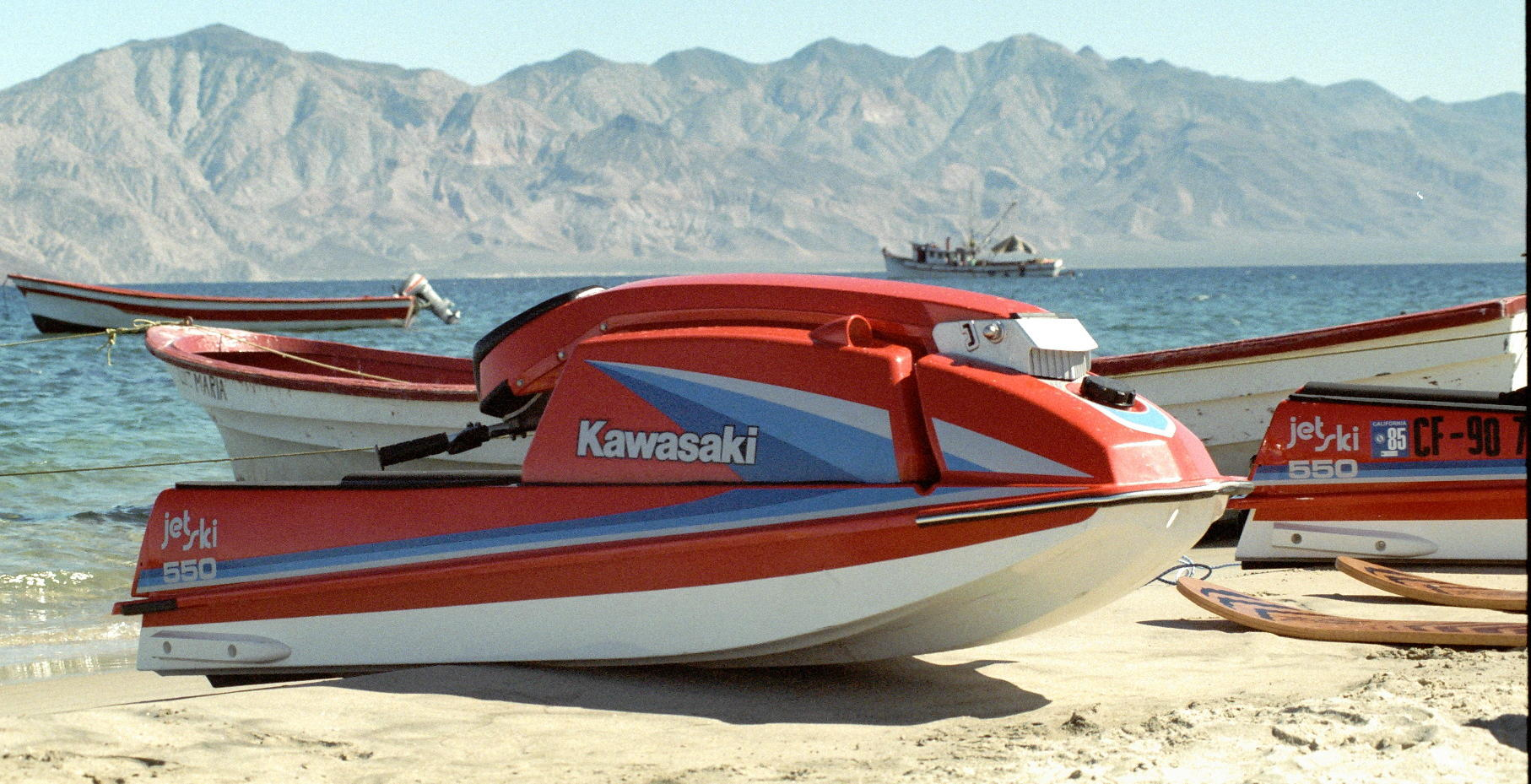
Kawasaki Jet Ski.

Marca genérica é  uma marca registrada que, por sua popularidade ou importância, acaba por se converter  em designação  genérica ou sinônimo de um tipo de produto ou serviço - geralmente à revelia dos interesses do proprietário da marca. 
Geralmente isso ocorre com empresas pioneiras ou que tiveram grande repercussão no lançamento de um determinado produto ou serviço. Quando isso acontece, esses nomes são substantivados, tais como ocorrem com as empresas Danone, Band-Aid, Gillette, Xerox e  Bombril. Muitas delas tendo sido, inclusive, lexicografadas.
Embora isso possa parecer uma grande homenagem às companhias detentoras do nome, esse tipo de atribuição geralmente não é desejado por elas, pois correm o risco de perder os direitos sobre a marca.